# ناحية مركزية (مقاطعة تايباد)
قسم مركزي (بالفارسية: بخش مرکزی) هي قسم في مقاطعة تايباد، التابعة لمحافظة خراسان رضوي الإيرانية

## السكان
- حسب إحصاءات سنة 2006، بلغ إجمالي السكان في قسم المركزي 75893 نسمة وعدد المساكن 16404 مسكن.[2]

## وصلات خارجية
- إدارة مقاطعة تايباد
- بلدية تايباد
- إدارة تعليم تايباد